# Mobile Suit Gundam 00
Mobile Suit Gundam 00 (jap. 機動戦士ガンダム00, Kidō Senshi Gandamu Daburu Ō, kurz auch Gundam 00 (sprich Double O)) ist eine Anime-Fernsehserie von Sunrise, die ein Teil des langjährigen Franchises Gundam ist.

## Handlung

### 1. Staffel
Die Serie beginnt im Jahr AD 2307. Wegen der Ausbeutung der fossilen Energieträger sucht die Menschheit nach einer neuen Kraftquelle. Diese Quelle wurde durch eine massive Reihe an Solarkollektoren, die die Erde umkreisen, ersetzt, die durch drei kreisförmige Aufzüge mit der Erde verbunden sind. Jeweils einer von ihnen versorgt eine „Großmacht“ mit Energie.
Mit dieser beinahe unerschöpflichen Energiequelle bekämpften sich die drei Großmächte der Welt, welche in der folgenden Zeit nur mit Krieg bedeckt war. Diese drei Großmächte sind die Jinrui Kakushin Renmei (人類革新連盟, wörtlich:„Menschheitsneugestaltungsbund“, engl. Human Reform League), die aus dem asiatischen Teil Russlands, dem heutigen China und großen Teilen Südostasiens besteht, die Shin Europa Kyōdōtai (新ヨーロッパ共同体, Shin Yōroppa Kyōdōtai, wörtlich: „Neue Europäische Gemeinschaft“, engl. Advanced European Union), welche eine Weiterentwicklung der heutigen Europäischen Union darstellt und aus allen Staaten Europas, sowie der Türkei, besteht und der Taiyō Energy to Jiyū Kokka Rengōgun (太陽エネルギーと自由国家連合軍, wörtlich: „Alliierte der Sonnenenergie und Freien Staatenfamilie“, engl. Union of Solar Energy and Free Nations), die sich um die USA herum gebildet hat und aus allen Staaten Nord- und Südamerikas, sowie Ozeanien und Japan besteht. Diese drei Großmächte liefern sich bereits seit Jahrzehnten einen Kalten Krieg um Ressourcen und politischem Einfluss. Dieses Chaos führte zu der Gründung einer privat-militärischen Organisation, Celestial Being. Diese Organisation versucht mit Hilfe ihrer humanoiden Maschinen, den sogenannten Gundams, den Krieg zu beenden.
Der Protagonist ist der 16-jährige Setsuna F Seiei, ein ziemlich stiller und wortkarger junger Mann, der in der kriegerischen Republik Kurdistan aufgewachsen ist. Er ist der Pilot von GN-001 Gundam Exia. In seiner Kindheit war er ein Soldat, der unter Ali Al-Saachez diente, der den Tod der Familien von Setsuna und Lockon Stratos, ein weiterer Gundam-Meister, verantwortet.
Da es den Menschen unmöglich war, die Technologie von Celestial Being zu übertreffen, schlossen sich die drei Großmächte in der United Nations Army zusammen, um den Angriffen von Celestial Being etwas entgegenzusetzen. Sie baten Laguna Harvey um Hilfe, damit sie die Gundams erfolgreich bekämpfen konnten. Harvey, der einst ein Mitglied von Celestial Being war, entwickelte Maschinen, die den Kräften und Fähigkeiten der Gundams ziemlich nahe kamen. Als die United Nations die 4 Gundams beinahe besiegt haben, taucht ein weiteres Team von Celestial Being auf, Team Trinity. Diese drei Piloten sind um einiges kaltherziger und gewalttätiger als die bisherig bekannten Gundam-Meister.
Alejandro Corner, ein Mann der die Zerstörung und das Chaos, das Celestial Being über die Welt verbreitet, ausnutzen will, um über eine neue, rekonstruierte Welt zu herrschen, erhält Kontrolle über Veda, Celestial Beings Supercomputer, der sich auf dem Mond befindet. Ohne ihre künstliche Intelligenz ist Celestial Being ein leichtes Opfer für die United Nations, die mit ihrer Überzahl und den GN-X Celestial Being überwältigen.
Die United Nations Army leitet die Operation Fallen Angels ein, um die Gundams ein für alle male zu vernichten. Zudem haben sie das Mutterschiff der 4 Gundams entdeckt, Ptolemaios. Während der Operation wird Lockon Stratos von Ali Al-Saachez getötet.
Alejandro Corner attackiert inzwischen Gundam Exia während die GN-X versuchen, Ptolemaios und die restlichen Gundams zu zerstören. Graham Aker, einer der besten Piloten der United Nations Army, fordert einen Kampf mit Setsuna, um seine gefallenen Kameraden zu rächen und fragt nach dem Grund der Existenz von Celestial Being. Setsuna besiegt Graham, allerdings wird Exia dabei beschädigt, und Alejandros Maschine wird ebenfalls zerstört.
Celestial Being gilt nach der Schlacht als besiegt, sodass sich die Welt in den nächsten Jahren unter der Führung der Vereinten Nationen zur Chikyū Rempō (地球連邦, wörtlich: „Erdföderation“, engl. Earth Sphere Federation) vereinigt.

### 2. Staffel
Vier Jahre sind seit dem Kampf von Celestial Being und der UN-Army vergangen. Die Menschheit hat eine unabhängige Armee, die A-Laws. Ohne dass es die allgemeine Öffentlichkeit weiß, versuchen A-Laws mit unmenschlichen Mitteln die Freiheit zu unterdrücken. 
Saji Crossroad hat seinen Traum verwirklicht und ist ein Weltraum-Ingenieur geworden, um sein Versprechen zu Louise Halevy zu halten. Aber am Ende hält man ihn für ein Mitglied der Organisation Katharon und wurde eingesperrt. Louise selbst wird gezwungen, in der Vereinigungsregierung beteiligt zu werden und tritt den A-Laws als eine Pilotin einer humanoiden Maschine bei.
Setsuna, der den Kampf gegen Graham 4 Jahre zuvor überlebt hat, hat die Änderung der Welt aufgrund der Aktionen von Celestial Being bemerkt. Mit dem Tod von Alejandro Corner hat er von einer friedlichen Welt geträumt, aber vor seinen eigenen Augen war die Wirklichkeit. Der Frieden, den er sich erhofft hatte, war durch die A-Laws zerstört worden. Setsuna versucht mit seinem beschädigten Gundam Exia die A-Laws zu bekämpfen, allerdings hat er kaum eine Chance gegen die neuen Modelle der A-Laws. Er wird von Tieria Erde gerettet, der seinen neuen Gundam steuert, Seravee Gundam. Bei dieser Gelegenheit erfährt Saji, dass Setsuna ein Mitglied von Celestial Being ist und wird auf dem Mutterschiff von Celestial Being gefangen genommen.
Mit der Kombination der GN-Drives von Exia und 0 Gundam schaffen es die Ingenieure von Celestial Being ihr neuestes Modell zu vollenden, den GN-0000 00 Gundam, welcher das spezielle Twin Drive System enthält und auf dem Exia basiert. Um die 2 restlichen Einheiten zu steuern, spürt Setsuna den Zwillingsbruder von Lockon Stratos auf und bietet ihm die Nachfolge seines Bruders als Pilot des GN-006 Cherudim Gundam an und nachdem die drei Meister Allelujah Haptism aus einem Gefängnis befreit haben, hat auch der GN-007 Arios Gundam einen Piloten.
Inzwischen treffen die Streitkräfte der Welt Vorbereitungen aufgrund der neulichen Aktionen von Celestial Being. Soma Peries ist ebenfalls den A-Laws beigetreten, genauso wie Kati Mannequin. Während beide entschlossen sind, sich noch einmal in den Kampf gegen Celestial Being zu begeben, sind sie von den gnadenlosen Taktiken, die von ihren neuen Vorgesetzten verwendet werden, nicht sehr begeistert.
Außer Celestial Being und den A-Laws gibt es noch eine dritte Kraft, die sich in den Kampf stürzt. Diese Gruppe nennen sich selbst Innovator, bestehend aus Ribbons Almark und seinen 5 Untergebenen. Ihre Kontakte umfassen zum Beispiel Wang Liu Mei und Setsunas Todfeind, den ehemaligen KPSA Anführer, Ali Al-Saachez. Die Innovators enthüllen auch, dass der Plan von Aeolia Schenberg drei Phasen hat: die Vereinigung der Welt durch das bewaffnete Eingreifen von Celestial Being, die Vereinigung des Willens der Welt durch die A-Laws und den Fortschritt der Menschheit in den Weltraum unter der Führung der Innovator.

### Kinofilm
Bei der ersten Ankündigung des Films wurde als möglicher „Entstehungsort“ der Handlung der Jupiter präsentiert. Ein weiterer Trailer zeigte unter anderem vier neue Gundams (00 Qan[T], Gundam Zabanya, Gundam Harute und Raphael Gundam), Grahams GN Flag II sowie eine unbekannte Mobile Armor; viele der Charaktere der zweiten Staffel tauchten ebenfalls kurz auf.

## Charaktere
Setsuna F. SeieiSetsuna F. Seiei (刹那・F・セイエイ, Setsuna Efu Seiei) ist der Protagonist des Animes und ist Mitglied bei Celestial Being seit er ungefähr 14 Jahre alt war. Am Anfang ist er der Pilot von GN-001 Gundam Exia, in der 2. Staffel steuert er dessen Weiterentwicklung, den GN-000 00 Gundam. Setsunas richtiger Name ist Soran Ibrahim, Setsuna ist sein Codename bei Celestial Being. Er war ein Kindersoldat in der Republik Kurdistan und hat unter der Führung von Ali Al-Saachez seine Eltern getötet. Von da an entwickelt er einen tiefen Hass gegen Saachez. Aufgrund seiner Erfahrung in der Kindheit glaubt Setsuna an keinen Gott oder ähnliches. Er glaubt, dass Krieg nur durch direkte Konfrontation beseitigt werden kann. Aus diesem Grund zeigt er ziemlich wenig Toleranz für Politik oder Diplomatie, da er glaubt, dass ihre "Friedensgespräche" nur den Konflikt in die Länge ziehen und die Menschen unglücklich machen.
In der 2. Staffel entwickelt er sich aufgrund seiner wachsenden Fähigkeiten als Pilot und des Glaubens an seine Kameraden nach und nach zur Führungsfigur und inoffiziellem Geschwaderführer Celestial Beings.
Lockon StratosLockon Stratos (ロックオン・ストラトス, Rokkuon Sutoratosu), dessen richtiger Name Neil Dylandy ist, hat sich entschlossen Celestial Being anzuschließen, als seine Eltern und seine kleine Schwester bei einem Terroranschlag in Irland ums Leben gekommen sind. Aus diesem Grund hasst er Terrorismus mehr als alles andere. Als Ältester der 4 Meister ist er so etwas wie der Anführer der Gundam-Meister. Er hat eine unbekümmertere, extravagantere Persönlichkeit als die restlichen Meister. Er ist der Besitzer des orangen Haro, mit dessen Hilfe er den GN-002 Gundam Dynames steuert. Genauso wie Setsuna hat er eine persönliche Abneigung gegenüber Ali Al-Saachez, der den Tod seiner Familie verantwortet. Lockon wird am Ende der 1. Staffel im Zweikampf mit Ali-Al Saachez getötet.
4 Jahre später rekrutiert Setsuna F. Seiei Neil Dylandys Zwillingsbruder Lyle Dylandy als dessen Nachfolger. Lyle, der bei weitem, kein soguter Scharfschütze wie sein Bruder ist, nimmt ebenfalls den Codenamen Lockon Stratos an und wird Pilot des GN-006 Cherudim Gundam, der Weiterentwicklungs des Dynames. Lyle selbst unterscheidet sich auch charakterlich teilweise deutlich von Neil. So hat er längst den Tod seiner Eltern und seiner Schwester überwunden und sinnt sich auch nicht nach Rache, als er die Wahrheit über deren Tod erfährt. Zudem wirkt er sehr viel distanzierter gegenüber den anderen Meister als sein Bruder.
Allelujah HaptismAllelujah Haptism (アレルヤ・ハプティズム, Areruya Haputizumu) verbrachte seine Kindheit als ein Waise in der Human Reform League als ein Super-Soldat-Experiment, Codename "E-57". Während er zu den anderen Meistern immer höflich ist, hat Allelujah auch noch eine harsche, labile und sadistische Seite namens Hallelujah in sich, welche das Resultat des Super-Soldat-Experimentes war. Sein Hauptgegner ist ein weiteres Experiment aus dem Super-Soldat-Programm, die HRL-Pilotin Soma Peries, die eine mysteriöse Verbindung mit ihm teilt. Er ist der Pilot des GN-003 Gundam Kyrios und später von dessen Weiterentwicklung, dem GN-007 Arios Gundam, welche beide eine sehr hohe Wendigkeit haben und sich in einen flugzeug-ähnlichen Mobile Armor verwandeln können. Allelujah ist in den 4 Jahren während des Zeitsprunges zwischen den beiden Staffeln von der UN-Army gefangen genommen worden, allerdings wird er später von den 3 Gundam-Meistern befreit und schließt sich erneut Celestial Being an.
Tieria ErdeTieria Erde (ティエリア・アーデ, Tieria Āde) ist der Gundam-Meister des schwer gepanzerten GN-005Gundam Virtue und seiner Nachfolgereinheit GN-008 Seravee Gundam. Tieria führt anfangs Vedas Missionen mit hoher Achtung aus und betracht einen Auftrag als wichtiger als alles andere. Als Ergebnis seiner Arroganz und seiner kalten Haltung gegenüber anderen, sind seine Verbindungen zu den anderen Gundam-Meistern nicht gerade die besten. Nur Lockon gegenüber öffnet er sich etwas. Unter all den Gundam-Meistern ist Tieria der rätselhafteste, von seiner Vergangenheit ist überhaupt nichts bekannt und er besitzt eine seltsame Verbindung mit den Innovators. Anders als die anderen Gundam-Meister, arbeitete Tieria nach dem finalen Kampf am Ende der Staffel weiterhin für Celestial Being.
In der 2. Staffel jedoch hat sich Tierias Charakter teilweise komplett gewandelt. Wo er früher eiskalt wirkte, ist er nun derjenige, der sich um das Wohlergehen der anderen Mitglieder Celestial Beings am meisten sorgt.

## Musik
Die Musik der Serie wurde von Kenji Kawai komponiert. Bis jetzt wurden 4 Soundtracks veröffentlicht, der erste am 10. Januar 2008, der zweite am 26. März 2008, der dritte am 24. Dezember 2008 und der vierte am 1. April 2009.
Das erste Vorspannlied, Daybreak’s Bell, stammt von der Gruppe L'Arc~en~Ciel. Das erste Abspannlied Wana (罠, dt. „Falle“) ist von The Back Horn. Beide Lieder sind ab der Episode 14 durch Ash Like Snow von The Brilliant Green im Vorspann und Friends von Stephanie im Abspann ersetzt worden. Das erste Vorspannlied Daybreak’s Bell wurde in der letzten Episode der ersten Staffel im Abspann eingesetzt. Love Today von Taja wurde als Zwischenlied in den Episoden 19 und 24 eingesetzt.
Das erste Vorspannlied der zweiten Staffel ist Hakanaku mo Towa no Kanashi (儚くも永久のカナシ, dt. „Eine Liebe ewig und auch vergänglich“) von der Gruppe UVERworld. Dieses Stück wurde ersetzt durch das Lied Namida no Mukō (泪のムコウ, dt. „Die andere Seite der Tränen“) von Stereopony. Das erste Abspannlied, Prototype ist von Chiaki Ishikawa, das zweite Trust You von Yuna Itō. Das Lied Unlimited Sky von Tomoko Kawase wurde als Zwischenlied in der Episode 7 der zweiten Staffel verwendet. Tomorrow von Ayumi Tsunematsu war ebenfalls ein Zwischenlied in der 14. Episode und wurde in derselben Episode im Abspann verwendet. In Episode 15 wurde das Lied erneut kurz eingespielt und am 25. Februar 2009 wurde die Single veröffentlicht.

## Entstehung und Veröffentlichungen
Produziert wurde die Anime-Fernsehserie vom Animationsstudio Sunrise, welches schon viele Animationen aus dem Gundam-Universum verfilmte. Regisseur war Seiji Mizushima, der die von Yōsuke Kuroda geschriebene Geschichte inszenierte. Die Charaktere wurden von Yun Kōga entworfen. 
Der erste 15 Sekunden lange Trailer wurde am 2. Juni 2007 in Japan ausgestrahlt. Die erste 25 Folgen umfassende Staffel wurde vom 6. Oktober 2007 bis zum 29. März 2008 auf den japanischen Sendern MBS und TBS ausgestrahlt. Nach der Bekanntgabe einer zweiten Staffel am 13. Juli 2008 wurden die neuen Folgen vom 5. Oktober 2008 bis zum 29. März 2009 ausgestrahlt.
In der 25. und letzten Folge der zweiten Staffel wurde für 2010 ein Kinofilm angekündigt. Der Film mit dem Titel Gekijōban Kidō Senshi Gundam 00 – A wakening of the Trailblazer (劇場版 機動戦士ガンダム00 -A wakening of the Trailblazer-) lief am 18. September 2010 in den japanischen Kinos an und führte die Handlung der Fernsehserie fort.
Über die Anime hinaus sind in Japan weitere Titel aus dem Gundam 00 Universum erschienen. Gundam 00P, eine Photo Novel, die gleichzeitig ein Prequel zu den Handlungen des Anime darstellt, Gundam 00F, ein Manga, der die Geschichte Fereshetes, einer weiteren Fraktion Celestial Beings erzählt und die Photo Novel Gundam 00V, die Variationen bekannter Mechas näher beleuchtet. Alle drei Titel erscheinen in monatlichen Kapiteln in verschiedenen japanischen Hobby-Magazinen.
In Europa wurde die Serie von Beez Entertainment lizenziert, die die erste Staffel auf Deutsch vom 10. Juli 2009 bis 29. Januar 2010 auf 3 DVDs durch das Unternehmen Al!ve vertrieben. Die erste DVD der zweiten Staffel erschien am 10. Dezember 2010. Die erste Staffel wurde auch vom 9. September bis 2. Dezember 2010 auf Animax im Pay-TV ausgestrahlt.

### Synchronisation
| Rolle             | japanischer Sprecher (Seiyū) | Deutscher Sprecher                                  |
| ----------------- | ---------------------------- | --------------------------------------------------- |
| Setsuna F. Seiei  | Mamoru Miyano                | Konrad Bösherz                                      |
| Lockon Stratos    | Shin’ichirō Miki             | Peter Lontzek                                       |
| Allelujah Haptism | Hiroyuki Yoshino             | Hendrik Martz                                       |
| Tieria Erde       | Hiroshi Kamiya               | Michael Baral                                       |
| Louise Halevy     | Chiwa Saitō                  | Catrin Dams (Staffel 1) Josefin Hagen (Staffel 2)   |
| Feldt Grace       | Ayahi Takagaki               | Henriette Hübschmann                                |
| Marina Ismail     | Ayumi Tsunematsu             | Anita Hopt                                          |
| Wang Liu Mei      | Kei Shindou                  | Luisa Wietzorek (Staffel 1) Nina Herting (Staffel 2 |
| Saji Crossroad    | Miyu Irino                   | Dirk Petrick                                        |
| Leesa Kujou       | Yōko Honna                   | Ann Vielhaben                                       |
| Soma Peries       | Arisa Ogasawara              | Nicole Hannak                                       |
| Regene Regetta    | Romi Park                    | Maria Sumner                                        |
| Sergei Smirnov    | Unsho Ishizuka               | Jan Spitzer                                         |